# Lardenne
Pour les articles homonymes, voir Ardennes.
Lardenne est un quartier traditionnel de la ville de Toulouse situé dans le canton de Toulouse-12. C'est un quartier peu dense où les immeubles étaient rares jusqu'à la fin du XXe siècle.
La modification du PLU, à partir de 2011, puis l'adoption d'un PLUiH (Plan Local d'urbanisme intercommunal de l'Habitat) a permis à la ville de Toulouse, devenue Toulouse Métropole, de densifier fortement ce quartier jusqu'alors pavillonnaire, en dépit de la réticence des habitants.
Il faut noter qu'environ le tiers du quartier de Lardenne se trouve sous le Plan de Gène sonore et le Plan d'Exposition au Bruit, adopté à partir de 2007 afin de restreindre l'urbanisation sous la trajectoire des avions décollant et atterrissant sur l'aéroport de Toulouse-Blagnac.

## Géographie
Quartier de l'ouest de Toulouse, situé entre le périphérique à l'est, la ligne de Saint-Agne à Auch au nord et longé dans sa partie ouest par le Touch. Le quartier est entouré par Purpan au nord, Casselardit et le TOEC à l'est, la Cépière au sud-est et le Mirail au sud.

## Voie de communication et transports

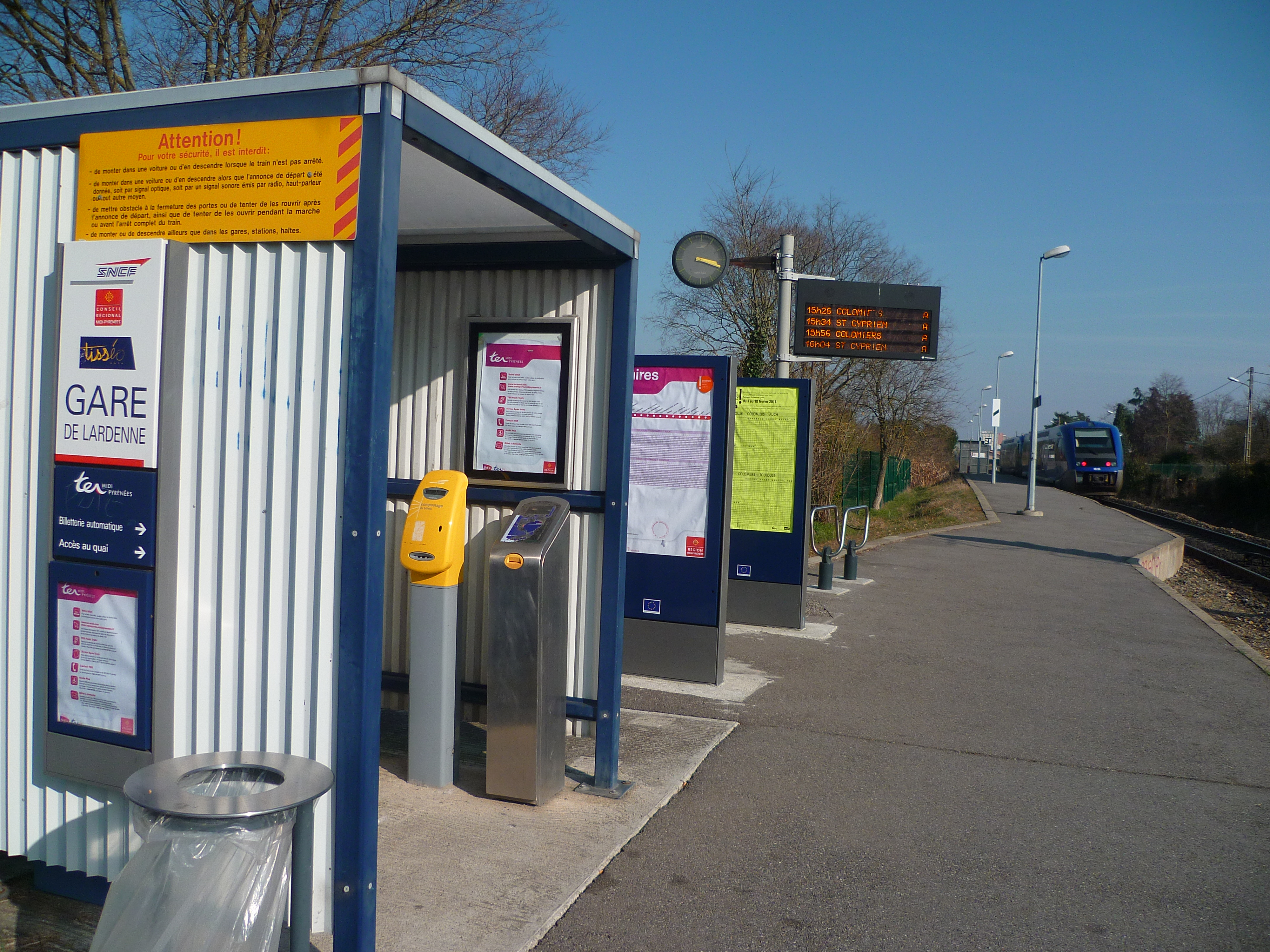
La gare de Lardenne

### Transports en commun
- Gare de Lardenne sur la ligne de Saint-Agne à Auch,
  -   et TER Occitanie
  - 46

La ligne de bus à haut niveau de service L3 dessert le quartier par son centre d'est en ouest, la ligne 67 dessert le quartier par le sud et lient toutes les deux le quartier aux Arènes et à Plaisance-du-Touch.

#### Ancien transports en commun
La halte de Lardenne-Bourg sur la ligne de Toulouse à Boulogne-sur-Gesse.

### Axes routiers
- Autoroute A624 : Accès n°1
- Rocade Arc-en-Ciel : Accès n°2

L'artère principale du quartier est la D632 qui traverse le quartier d'est en ouest.

## Origine du nom
Son nom vient de L'Ardenne, d'arduenna, mot gaulois signifiant « forêt ». Le terme qualifiait autrefois une grande partie ouest de Toulouse, comprenant l'Ardenne Basse jusque vers Papus et l'Ardenne Haute intégrant l'actuel Lardenne ainsi que Purpan jusqu'à Ancely.

## Histoire
Paroisse du gardiage de Toulouse sous l'Ancien Régime et déclarée commune en 1790, Lardenne porta le nom de Vendémiaire durant la Révolution puis fut rattachée à Toulouse avant 1794.

## Économie
- Chambre d'agriculture de la Haute-Garonne
- Laboratoires Mérial

## Éducation
- Infrep (Centre de formation continue),
- École nationale vétérinaire de Toulouse,

## Sports
AST Lardenne club de football, aire de jeux (au bord du Touch),

## Lieux et monuments

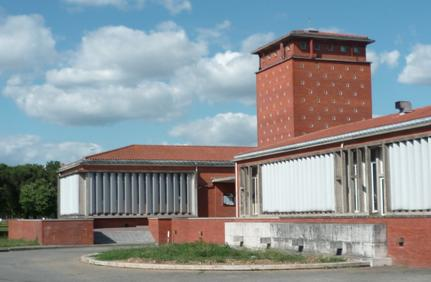
L'école vétérinaire, chemin des Capelles

- Église de Lardenne[4].
- Mairie-annexe de Lardenne
- Stade de Lardenne